# Hymn Korei Północnej
Aegukka (kor. 애국가) zwana także, od pierwszych słów hymnu Ach'imŭn pinnara (kor. 아침은 빛나라) – narodowy hymn Koreańskiej Republiki Ludowo-Demokratycznej (Korei Północnej). Tytuł przetłumaczyć można jako „Pieśń Patriotyczna”, „Pieśń o Miłości do Ojczyzny” albo „Kochać Kraj”.
Przed podziałem Korei na dwa niezależne państwa, istniała tylko jedna wersja hymnu, obecnie odgrywana w Republice Korei (Korea Południowa). KRLD zdecydowała się na zmianę muzyki i słów i w roku 1947 powstała północnokoreańska Aegukka. Słowa napisał Pak Se-yong (hangul: 박세영; hancha: 朴世泳; 1902–1989), a muzykę skomponował Kim Wǒn-gyun (hangul: 김원균; hancha: 金元均; 1917–2002).

## Tekst

### Od 2024
|   | koreański | koreański z hancha | transkrypcja McCune-Reischauera | tłumaczenie |
| - | --- | --- | --- | --- |
| 1 | 아침은 빛나라 이 강산 은금에 자원도 가득한 이 세상 아름다운 내 조국 반만년 오랜 력사에 찬란한 문화로 자라난 슬기론 인민의 이 영광 몸과 맘 다 바쳐 이 조선 길이 받드세 | 아침은 빛나라 이 江山 銀金에 資源도 가득한 이 世上 아름다운 내 祖國 半萬年 오랜 歷史에 燦爛한 文化로 자라난 슬기론 人民의 이 榮光 몸과 맘 다 바쳐 이 朝鮮 길이 받드세 | Ach'imŭn pinnara i kangsan Ŭn'gŭme chawŏndo kadŭkhan Yi sesang arŭmdaun nae choguk Panmannyŏn oraen ryŏksae Ch'allanhan munhwaro charanan Sŭlgiron inminŭi i yŏnggwang Momgwa mam ta pach'yŏ i chosŏn Kiri pattŭse | O poranku jaśnieje bogactwo tego kraju, pełnego złotych i srebrnych skarbów tego świata o historii długiej na pięć tysięcy lat! Wychowani we wspaniałej kulturze, uszlachetnieni mądrością ludu, poświęcając ciała i umysły, tę Koreę zawsze wspierajmy! |
| 2 | 백두산기상을 다 안고 근로의 정신은 깃들어 진리로 뭉쳐진 억센 뜻 온 세계 앞서 나가리 솟는 힘 노도도 내밀어 인민의 뜻으로 선 나라 한없이 부강하는 이 조선 길이 빛내세   | 白頭山氣像을 다 안고 勤勞의 精神은 깃들어 眞理로 뭉쳐진 억센 뜻 온 世界 앞서 나가리 솟는 힘 怒濤도 내밀어 人民의 뜻으로 선 나라 限없이 富强하는 이 朝鮮 길이 빛내세   | Paektusan'gisangŭl ta anko Kŭlloŭi chŏngsinŭn kittŭrŏ Chilliro mungch'yŏjin ŏksen ttŭt On segye apsŏ nagari Sonnŭn him nododo naemirŏ Inminŭi ttŭsŭro sŏn nara Hanŏpsi puganghanŭn i chosŏn Kiri pinnaese          | Zachowując atmosferę góry Pektu, mając w sobie ducha pracowitości, złączoną z prawdą silną wolę nieśmy całemu światu! Z coraz większą siłą pokonujący fale, z woli ludu ustanowiony kraj, nieskończenie dostatnią tę Koreę zawsze chwalmy!               |

### 1947-2024
|   | koreański | koreański z hancha | transkrypcja McCune-Reischauera | tłumaczenie |
| - | --- | --- | --- | --- |
| 1 | 아침은 빛나라 이 강산 은금에 자원도 가득한 삼천리 아름다운 내 조국 반만년 오랜 력사에 찬란한 문화로 자라난 슬기론 인민의 이 영광 몸과 맘 다 바쳐 이 조선 길이 받드세 | 아침은 빛나라 이 江山 銀金에 資源도 가득한 三千里 아름다운 내 祖國 半萬年 오랜 歷史에 燦爛한 文化로 자라난 슬기론 人民의 이 榮光 몸과 맘 다 바쳐 이 朝鮮 길이 받드세 | Ach'imŭn pinnara i kangsan Ŭn'gŭme chawŏndo kadŭkhan Samch'ŏlli arŭmdaun nae choguk Panmannyŏn oraen ryŏksae Ch'allanhan munhwaro charanan Sŭlgiron inminŭi i yŏnggwang Momgwa mam ta pach'yŏ i chosŏn Kiri pattŭse | O poranku jaśnieje bogactwo tego kraju, pełnego złotych i srebrnych skarbów, ziemi ojczystej rozległej na trzy tysiące ri, o historii długiej na pięć tysięcy lat! Wychowani we wspaniałej kulturze, uszlachetnieni mądrością ludu, poświęcając ciała i umysły, tę Koreę zawsze wspierajmy! |
| 2 | 백두산기상을 다 안고 근로의 정신은 깃들어 진리로 뭉쳐진 억센 뜻 온 세계 앞서 나가리 솟는 힘 노도도 내밀어 인민의 뜻으로 선 나라 한없이 부강하는 이 조선 길이 빛내세  | 白頭山氣像을 다 안고 勤勞의 精神은 깃들어 眞理로 뭉쳐진 억센 뜻 온 世界 앞서 나가리 솟는 힘 怒濤도 내밀어 人民의 뜻으로 선 나라 限없이 富强하는 이 朝鮮 길이 빛내세  | Paektusan'gisangŭl ta anko Kŭlloŭi chŏngsinŭn kittŭrŏ Chilliro mungch'yŏjin ŏksen ttŭt On segye apsŏ nagari Sonnŭn him nododo naemirŏ Inminŭi ttŭsŭro sŏn nara Hanŏpsi puganghanŭn i chosŏn Kiri pinnaese           | Zachowując atmosferę góry Pektu, mając w sobie ducha pracowitości, złączoną z prawdą silną wolę nieśmy całemu światu! Z coraz większą siłą pokonujący fale, z woli ludu ustanowiony kraj, nieskończenie dostatnią tę Koreę zawsze chwalmy!                                                  |